# Europejski kodeks postępowania na rzecz uczciwości badań naukowych
Europejski kodeks postępowania na rzecz uczciwości badań naukowych Europejskiej Federacji Akademii Nauk - ALLEA (European Code of Conduct for Research Integrity of All European Academies) oraz Europejskiej Fundacji Nauki (ESF) został opublikowany w 2011 r. i zmieniony w 2017 r. Ostatnia wersja pochodzi z 2023 roku.
Preambuła podkreśla, że badania to systematyczne poszukiwanie wiedzy poprzez analizę, obserwację i myślenie, mające na celu lepsze zrozumienie świata i nas samych. Kodeks ten obowiązuje w różnych dziedzinach naukowych, umożliwiając współpracę między naukowcami, niezależnie od granic społecznych czy politycznych. Jest to dokument o aktualnej wartości, który kładzie nacisk na etyczne, prawne i zawodowe obowiązki badaczy oraz instytucji finansujących badania, dając elastyczność w kontekście zmieniających się warunków społecznych, politycznych i technologicznych. Jego celem jest utrzymanie wysokich standardów badań poprzez samoregulację w środowisku naukowym i akademickim.
Kodeks opisuje dobre praktyki badawcze w następujących zakresach:
- Środowisko badawcze

- Szkolenia, nadzór i mentoring

- Procedury badawcze

- Zabezpieczenia

- Praktyki i zarządzanie danymi

- Współpraca

- Publikacja i rozpowszechnianie

- Przeglądanie, ocenianie i edytowanie

## Zasady dobrej praktyki badawczej
- Rzetelność w zapewnianiu jakości badań, odzwierciedlona w projekcie, metodologii, analizie i wykorzystaniu zasobów.
- Uczciwość w opracowywaniu, podejmowaniu, recenzowaniu, raportowaniu i komunikowaniu badań w sposób przejrzysty, sprawiedliwy, pełny i bezstronny.
- Szacunek dla współpracowników, uczestników badań, społeczeństwa, ekosystemów, dziedzictwa kulturowego i środowiska.
- Odpowiedzialność za badania od pomysłu do publikacji, za zarządzanie nimi i ich organizację, za szkolenia, nadzór i mentoring oraz za ich szerszy wpływ.

## Nadużycia w badaniach i inne niedopuszczalne praktyki

### Nadużycia w badaniach (tzw. FFP):
- Fabrykacja to wymyślanie rezultatów i rejestrowanie ich tak, jakby były prawdziwe.

- Fałszerstwo to manipulowanie materiałami badawczymi, sprzętem lub procesami albo zmienianie, pomijanie lub zatajanie danych lub wyników bez uzasadnienia.

- Plagiat to wykorzystywanie pracy i pomysłów innych osób bez podania właściwego źródła, naruszając w ten sposób prawa pierwotnego autora (autorów) do ich wyników intelektualnych.

### Inne naruszenia dobrych praktyk badawczych (wyliczenie niewyczerpujące):
- Manipulowanie autorstwem lub odbieranie roli innych badaczy w publikacjach.

- Ponowna publikacja istotnych części własnych wcześniejszych publikacji, w tym tłumaczeń, bez

należytego uznania lub zacytowania oryginału ("autoplagiat").
- Wybiórcze cytowanie w celu poprawy własnych wyników lub zadowolenia redaktorów, recenzentów lub

współpracowników.
- Nieujawnianie wyników badań.

- Zagrożenie uzależnieniem badań od fundatorów (sponsorów) lub raportowania wyników promujących stronniczość.

- Niepotrzebne rozszerzanie bibliografii badania.

- Oskarżanie naukowca o niewłaściwe postępowanie lub inne naruszenia w złośliwy sposób.

- Fałszywe przedstawianie osiągnięć badawczych.

- Wyolbrzymianie znaczenia i praktycznego zastosowania ustaleń.

- Opóźnianie lub niedozwolone utrudnianie pracy innym badaczom.

- Nadużywanie stażu pracy w celu zachęcania do naruszania rzetelności badań.

- Ignorowanie domniemanych naruszeń rzetelności badawczej przez inne osoby lub ukrywanie niewłaściwych reakcji na niewłaściwe postępowanie lub inne naruszenia ze strony instytucji.

- Zakładanie lub wspieranie czasopism, które podważają kontrolę jakości badań ("czasopisma drapieżne").

## Stała Grupa Robocza ALLEA ds. Nauki i Etyki
Stała Grupa Robocza ALLEA ds. Nauki i Etyki została utworzona w celu zgromadzenia ekspertów z akademii w Europie i zapewnienia im platformy do ciągłej debaty na temat etyki i uczciwości badań. Grupa spotyka się regularnie, a także zwołuje spotkania tematyczne w szerszym gronie, zazwyczaj we współpracy z innymi odpowiednimi organizacjami, takimi jak Komisja Europejska, Europejska Fundacja Nauki (ESF), Międzynarodowa Rada Nauki (ICSU) i UNESCO.